# Sphaerodactylus townsendi
Sphaerodactylus townsendi este o specie de șopârle din genul Sphaerodactylus, familia Gekkonidae, descrisă de Grant 1931. Conform Catalogue of Life specia Sphaerodactylus townsendi nu are subspecii cunoscute.